# Zlatko Josip Šafarić
Zlatko Josip Šafarić, hrvatski katolički svećenik iz reda franjevaca kapucina, crkveni povjesničar. Nacionalni je ravnatelj Apostolata mora za Hrvatsku i lučki kapelan u Splitu. Rodom iz Svetog Jurja na Bregu kod Čakovca. Bio je župnik župe sv. Mihaela Arkanđela Zagreb - Dubrava od 1982. do 1986. godine.

## Djela
Napisao je knjige:
- Svetište Gospe od Pojišana : u povodu 85. obljetnice dolaska kapucina i završetka restauratorskih radova (1993., uredio)[4]
- Bedenik iz Koprivnice : kapucin, misionar, biskup (1995., suautor)[5]
- Fra Pavao Ivakić : splitski mučenik  (1995.)[6]
- Fra Ante Tomičić : crtice iz života (1997.)[7]
- Fra Anzelmo Canjuga : kapucin : bilješke o životu (2002.)[8]
- Fra Alojzije Novak : osvrt na jedan velikodušan život (2010.)[9]

## Vanjske poveznice
- Zlatko Josip Šafarić, DiZbi.HAZU   Digitalna zbirka Hrvatske akademije znanosti i umjetnosti